# Municipio de Shumen
El municipio de Shumen (búlgaro: Община Шумен) es un municipio búlgaro perteneciente a la provincia de Shumen.
En 2011 tiene 93 649 habitantes, el 73,45% búlgaros, el 14,07% turcos y el 4,32% gitanos. La capital municipal es la también capital provincial Shumen, donde viven seis de cada siete habitantes del municipio.
Se ubica en el centro de la provincia formando una franja que la recorre de oeste a este. Su término municipal limita con la provincia de Targovishte al oeste y con la provincia de Varna al sureste.

## Localidades
| Localidad        | Cirílico         | Población (diciembre de 2009) |
| ---------------- | ---------------- | ----------------------------- |
| Shumen           | Шумен            | 86 824                        |
| Belokopitovo     | Белокопитово     | 158                           |
| Blagovo          | Благово          | 108                           |
| Cherencha        | Черенча          | 471                           |
| Dibich           | Дибич            | 1132                          |
| Drumevo          | Друмево          | 1049                          |
| Gradishte        | Градище          | 800                           |
| Ivanski          | Ивански          | 1649                          |
| Iliya Blaskovo   | Илия Блъсково    | 509                           |
| Kladenets        | Кладенец         | 105                           |
| Konyovets        | Коньовец         | 433                           |
| Kostena Reka     | Костена река     | 74                            |
| Lozevo           | Лозево           | 387                           |
| Madara           | Мадара           | 1281                          |
| Marash           | Мараш            | 626                           |
| Novosel          | Новосел          | 557                           |
| Ovcharovo        | Овчарово         | 168                           |
| Panayot Volovo   | Панайот Волово   | 356                           |
| Radko Dimitrievo | Радко Димитриево | 337                           |
| Salmanovo        | Салманово        | 915                           |
| Srednya          | Средня           | 344                           |
| Struino          | Струино          | 394                           |
| Tsarev Brod      | Царев брод       | 1314                          |
| Vasil Drumev     | Васил Друмев     | 355                           |
| Velino           | Велино           | 368                           |
| Vetrishte        | Ветрище          | 218                           |
| Vehtovo          | Вехтово          | 665                           |
| Total            |                  | 101 597                       |